# Binage

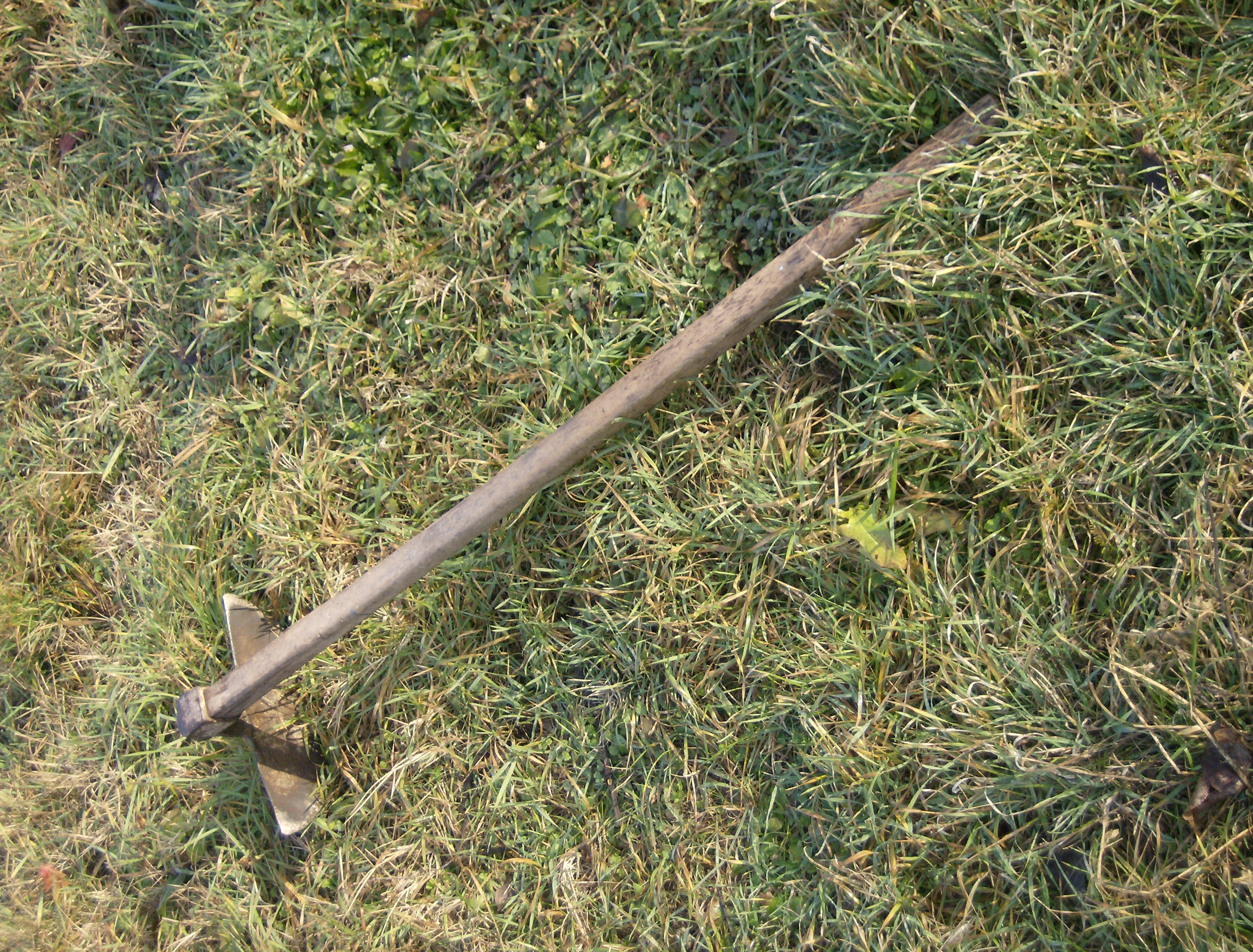
Une binette à lame arrondie.

En agriculture et jardinage, le binage consiste à ameublir la couche superficielle du sol autour des plantes cultivées. Le binage peut se faire à l'aide d'outils manuels comme la houe, la serfouette et la binette, ou bien mécaniquement à l'aide d'instruments spécialisés comme la bineuse.

## Histoire
Dans la Grèce antique, on bine deux fois, en mars et en avril. La binette est déjà présente dans l'Antiquité ; en grec ancien, elle s’appelle dikella.

## Étymologie
Le mot binage vient du verbe biner du latin bini « deux ». Après l'avoir bêchée, le jardinier qui bine ameublit donc la terre pour la deuxième fois.

## Binage et sarclage

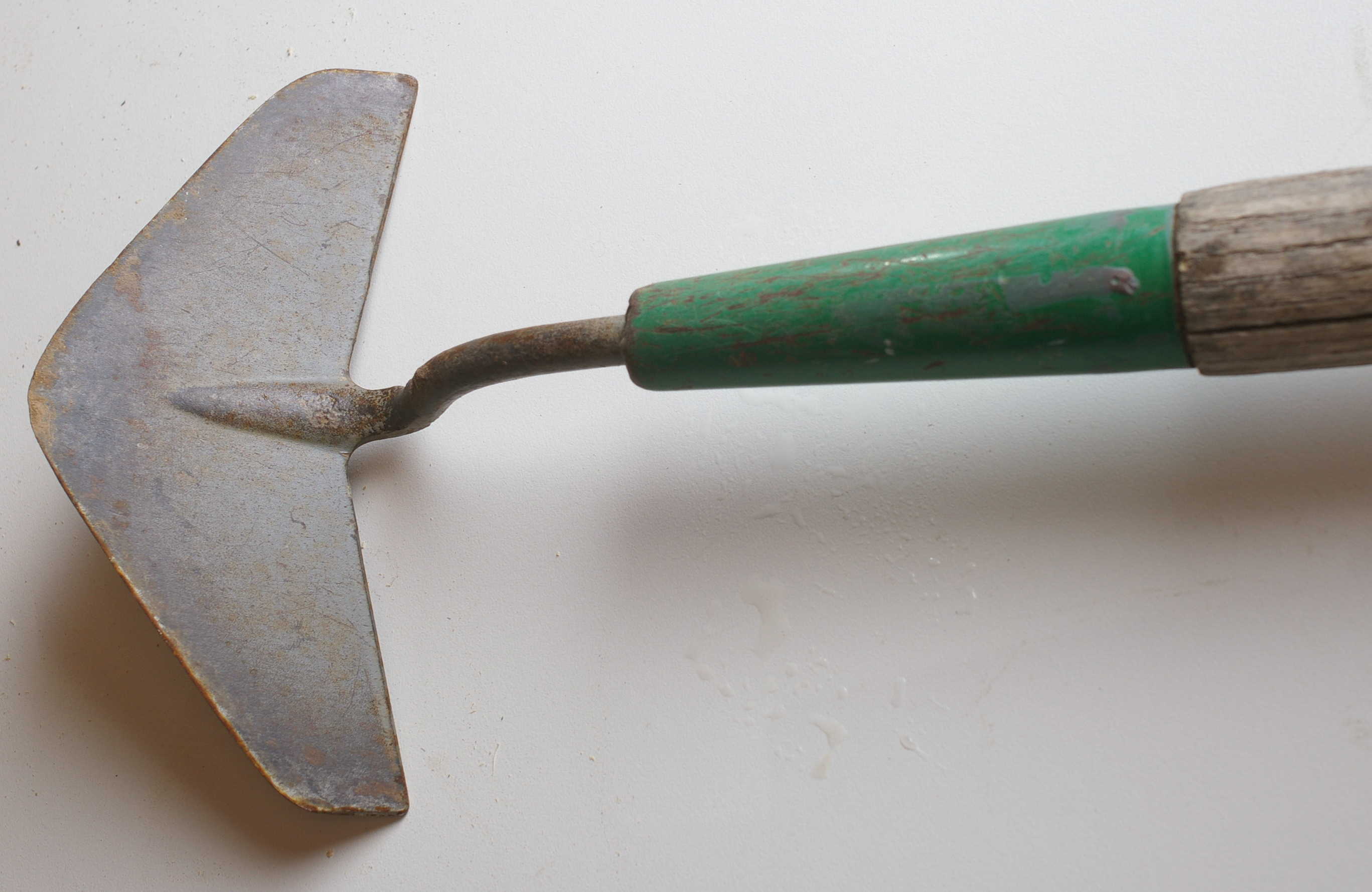
La lame d'une sarcleuse.

Lorsque l'on bine pour désherber, on parle de sarclage. Le véritable binage sert à ameublir et aérer la couche superficielle du sol entre les plantes cultivées.
En cassant la surface tassée du sol ou en brisant une éventuelle croûte de battance qui se forme sous l'effet de l'arrosage et de la pluie, le binage améliore l'infiltration de l'eau de pluie ou d'arrosage. L'évaporation de l'eau du sol est également limitée. En effet, le binage permet de créer des conditions qui empêchent les remontées d'eau par capillarité vers la surface et de casser les fissures qui apparaissent dans le sol lorsque celui-ci est très sec. Il favorise aussi la pénétration de l'oxygène de l'air jusqu'aux racines profondes qui en ont besoin pour fonctionner correctement, et l'azote de l'air jusqu'aux bactéries rhizosphériques (Azotobacter, Azospirillum) fixatrices de l'azote.

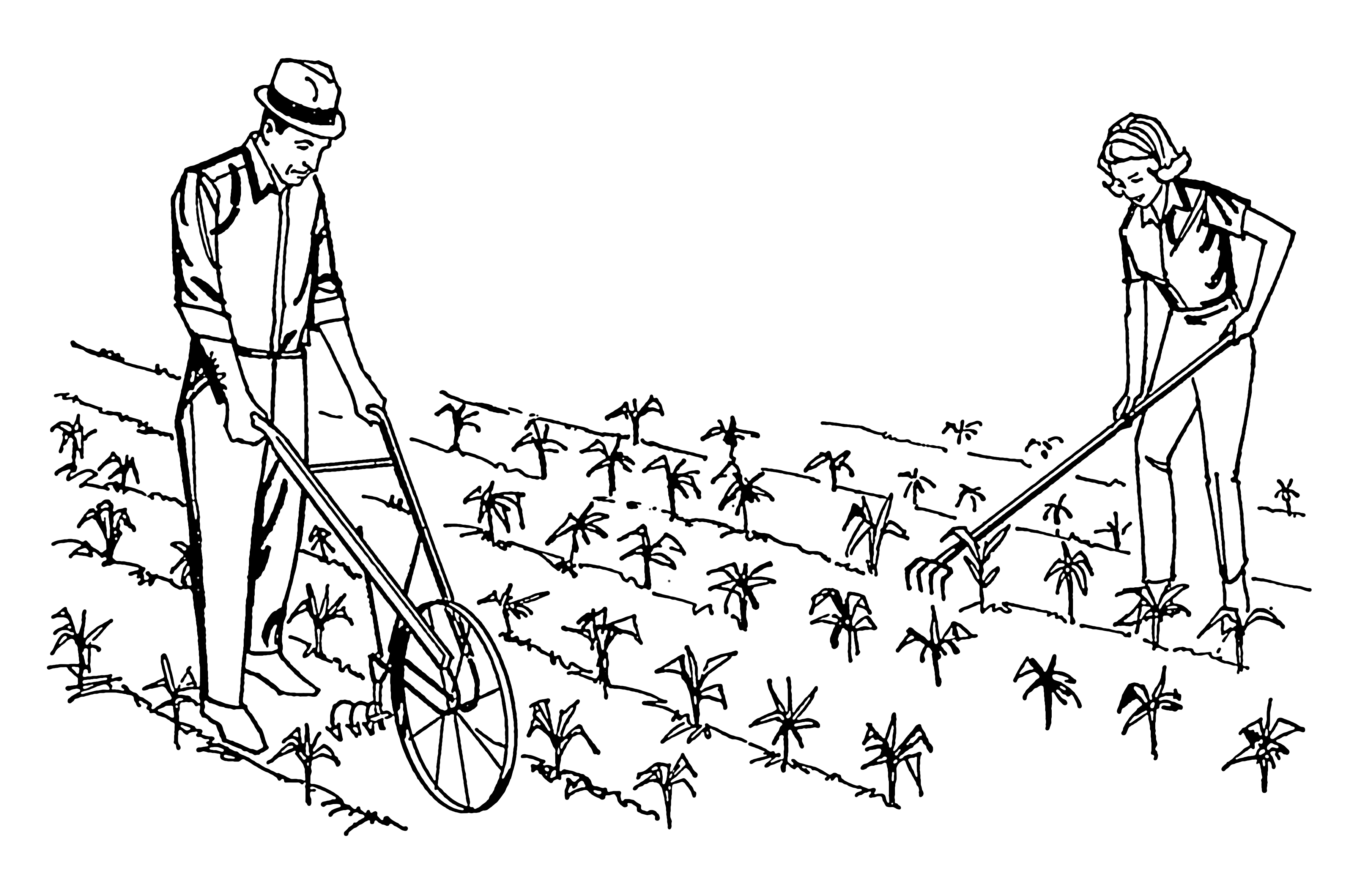
Binage et sarclage.

Le travail du sol par le binage entraine son aération et son réchauffement, ce qui accélère temporairement le processus de minéralisation de la matière organique, permettant une libération d'azote disponible pour les plantes. Ce phénomène se traduit souvent par une meilleure santé des plantes qui deviennent plus vertes et poussent mieux. L'effet constaté ressemble à celui d'un apport d'engrais « coup de fouet ».
Enfin, grâce au binage, les racines des plantes respirent mieux, ce qui permet de réduire l'apparition de moisissures.
Biner régulièrement son jardin rend la tâche moins fatigante, d'un binage à l'autre la terre reste meuble et ainsi plus facile à travailler.

## La binette
Pour les articles homonymes, voir Binette.
La binette est un outil de jardinage utilisé pour biner, sarcler les plantes cultivées. Elle est formée d'une lame métallique et d'un manche, les deux formant un angle aigu. Elle doit être légère et solide. Sa lame mesure environ 15 cm et a besoin d'être affûtée régulièrement afin de rester acérée et ainsi de bien pénétrer dans le sol. Le manche quant à lui mesure de 1 mètre à 1,20 mètre.

## Les bineuses agricoles

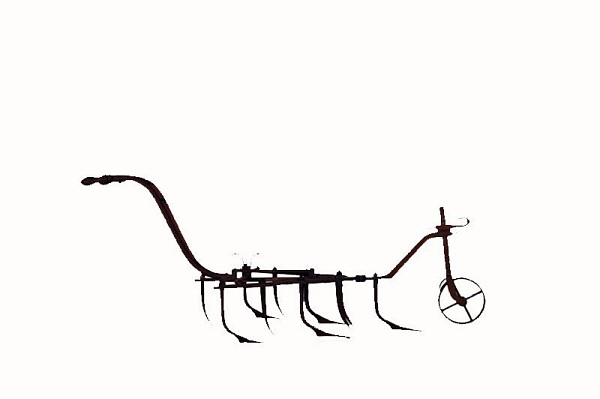
Maquette d'une bineuse sarcleuse (vers 1880).

En agriculture mécanisée, les bineuses sont soit tractées par des animaux de trait ou des tracteurs. Certains modèles sont montés à l'avant du tracteur pour faciliter le guidage.

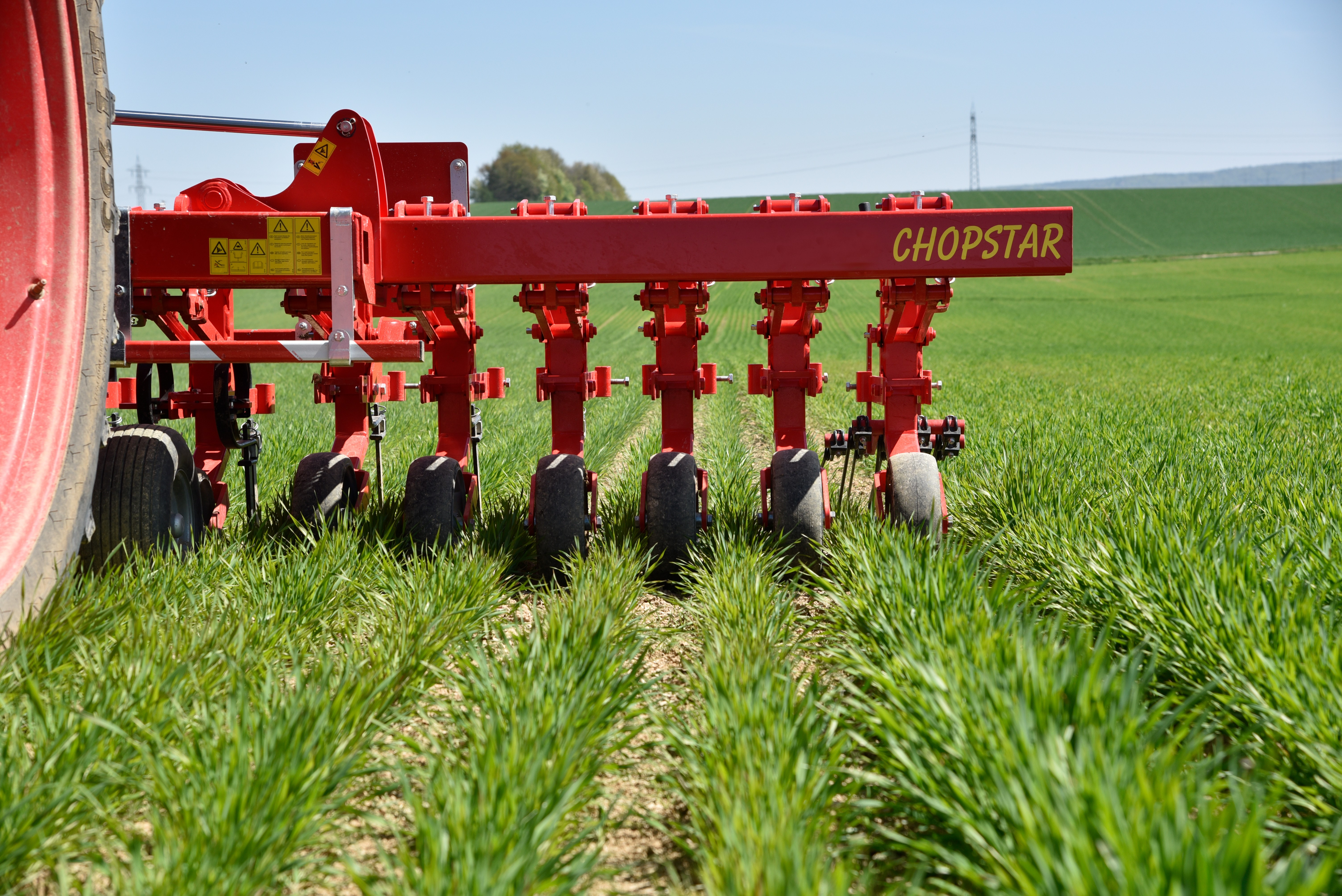
Bineuse-désherbeuse au travail sur céréales. Les dents de herse-étrille complètent le désherbage au plus près du rang en préservant la culture

Pour répondre à l'utilisation de bineuses, les cultures sont cultivées en rangs avec des écartements plus ou moins importants. Il est difficile de réduire l'écartement en dessous d'une vingtaine de centimètres sans prendre de gros risques sur la non destruction de la culture en place. On peut donner l'exemple de 20 cm pour du blé, de 40 à 60 pour des betteraves ou du colza et enfin de 75 à 80 pour le maïs.
Les outils sont équipés de dents à socs permettant de travailler le sol à la profondeur désirée. Les socs larges permettent un travail du sol peu profond qui coupe les mauvaises herbes 2 ou 3 cm sous la surface du sol, au niveau de leurs racines, ce qui suffit à les détruire. En effet, si le temps est sec, n'étant plus alimentées en eau, elles meurent en quelques heures à quelques jours. S'il pleut de nouveau, il est possible que certaines ancrent de nouveau leurs racines dans le sol et continuent leur développement. Un second binage sera nécessaire si elles sont trop nombreuses.
Certains outils sont réglables ou sont équipées de pièces permettant un buttage du rang de la culture d'intérêt ce qui permet de recouvrir des mauvaises herbes peu développées sur ou à proximité du rang. Ceci limite la concurrence qu'exercent ces mauvaises herbes sur la culture d'intérêt.

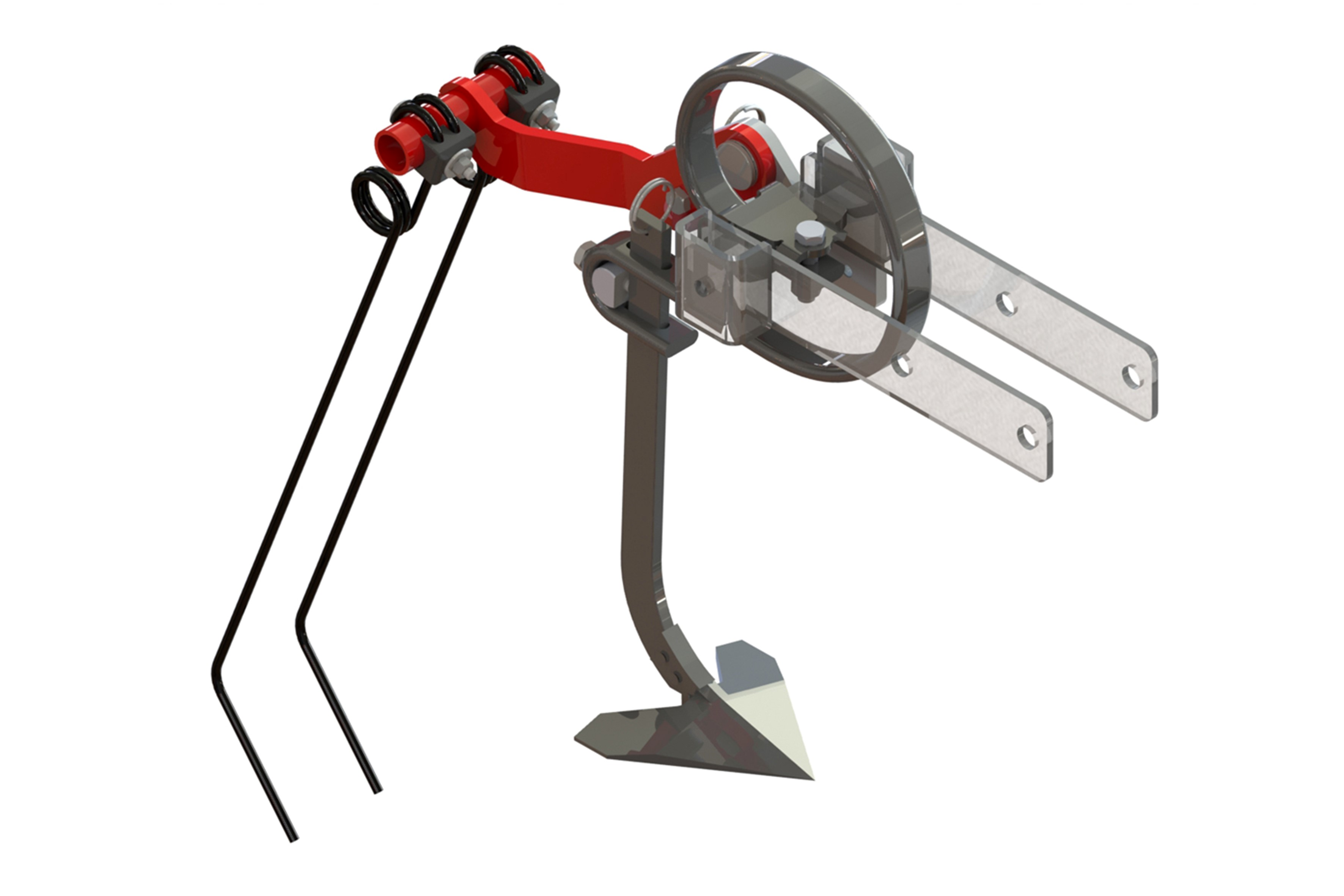
Détail de la dent de bineuse Einböck : dent souple à soc « patte d'oie » et dents de herse-étrilles.

Afin de préserver la culture en place, il est nécessaire de maintenir l'outil dans l'inter-rangs sous peine d'endommager la culture en place. Pour cela, différents systèmes ont été mis en place.

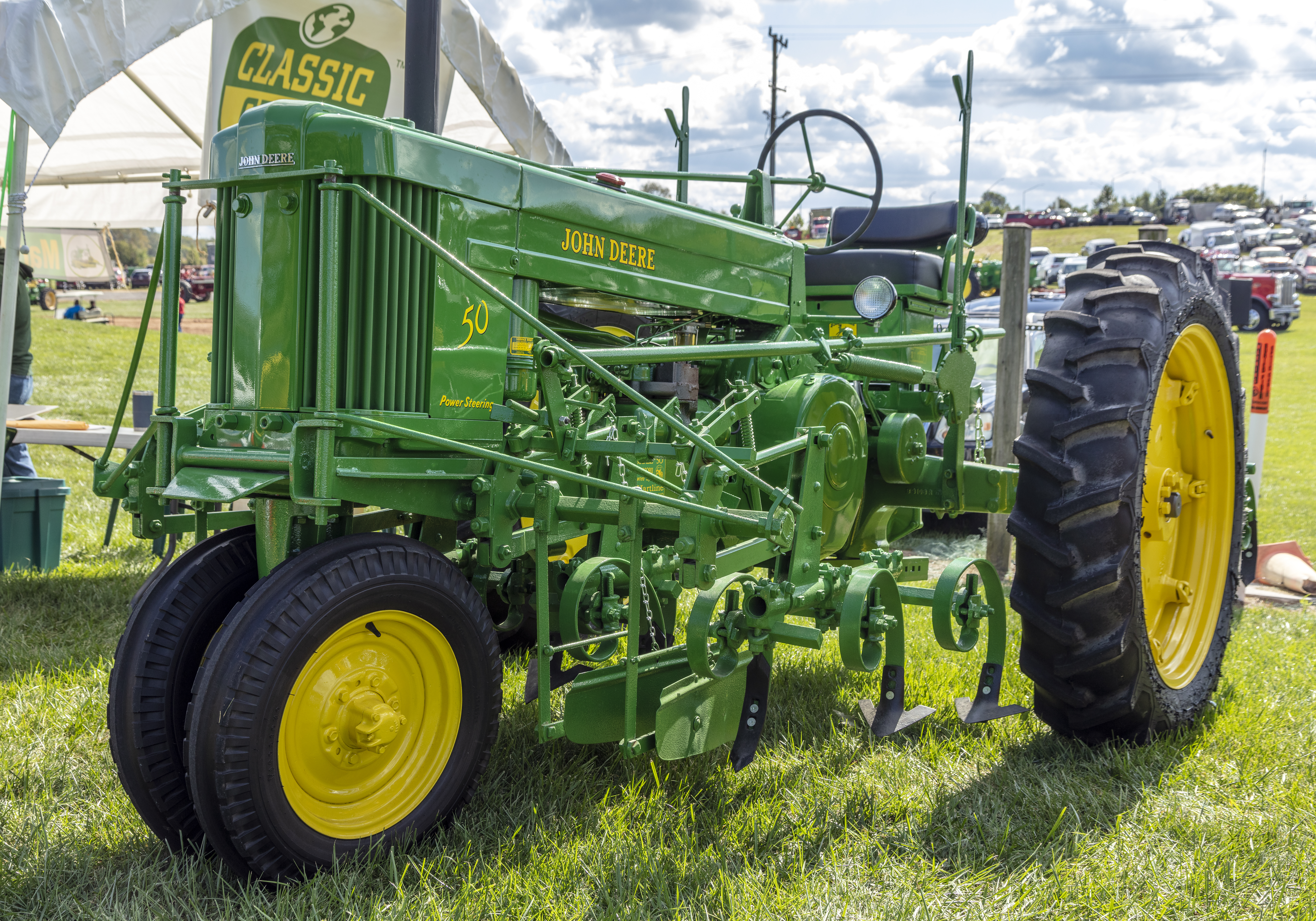
Bineuse installée sous un tracteur « row-crop » (à grand dégagement et voie facilement réglable). Le guidage est facilité. Système populaire avant la généralisation des herbicides.

- Sur les systèmes à traction animale, c'est le conducteur qui guide son outil, la précision est faible et il n'est pas permis de travailler plus de 60 % de la largeur de l'inter-rangs.
- Bineuse installée sous un tracteur « row-crop » ( à grand dégagement et voie facilement réglable). Le guidage est facilité. Système populaire avant la généralisation des herbicides.Sur les systèmes à traction par un tracteur, le conducteur peut également guider son outil avec le mouvement du tracteur, qu'il soit poussé ou trainé. D'autres solutions permettent d'améliorer le travail réalisé : précision qui permet un travail de 80 % de l'inter-rangs et vitesse de travail.
  - Guidage manuel du déport de la bineuse : une personne guide latéralement la bineuse derrière le tracteur à l'aide d'un volant ou d'une manette s'il s'agit d'un système hydraulique.
  - Guidage automatisé de la bineuse suivant différents repères :
    - Suivi d'un sillon creusé dans le sol lors du semis
    - Palpeur de rangs : repère les rangs de la plante cultivée en les touchant
    - Caméra qui repère les rangs de la plante cultivée

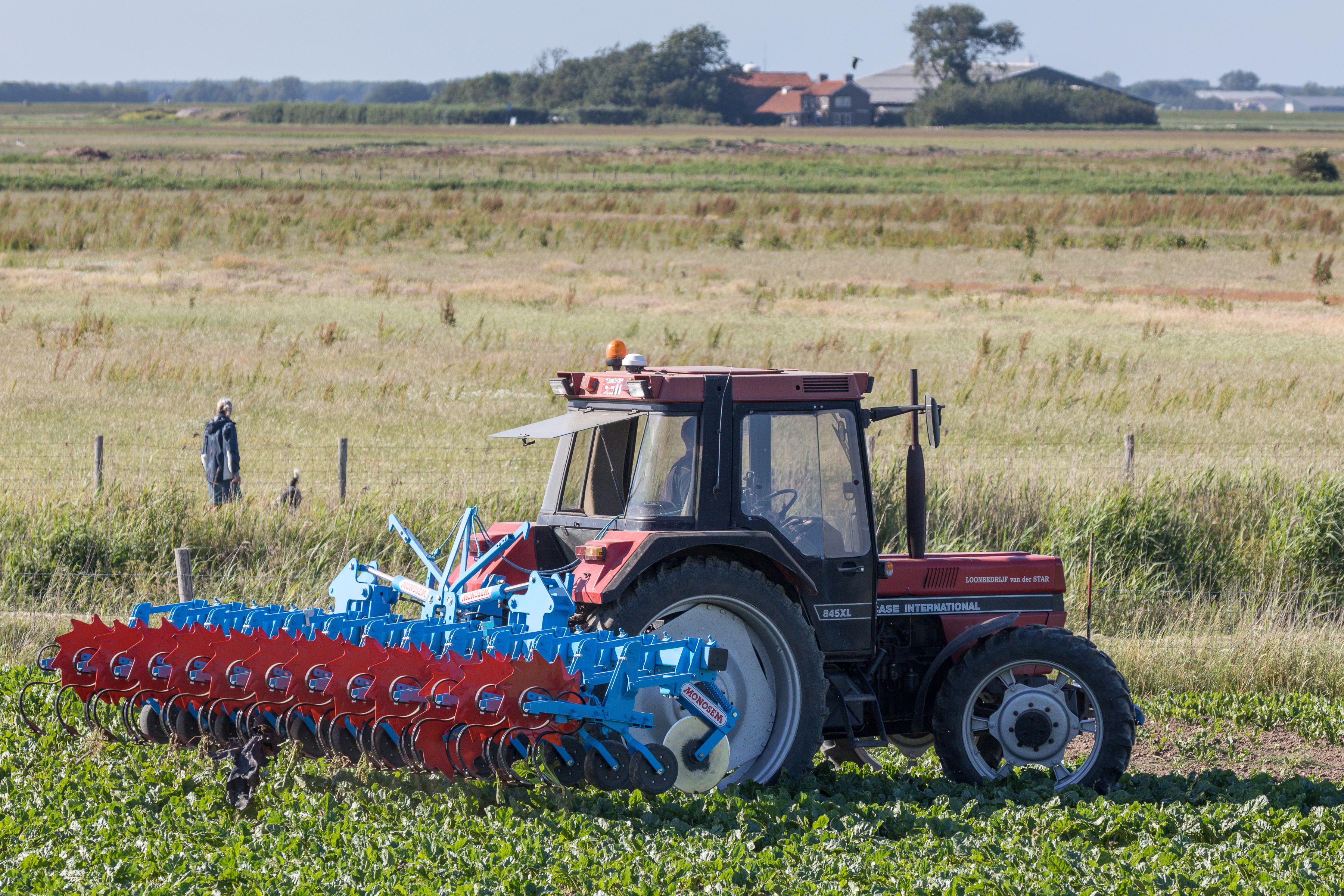
Bineuse Monosem sur tracteur à roues étroites. Elle peut recevoir un système de guidage automatique.

    - Bineuse Monosem sur tracteur à roues étroites. Elle peut recevoir un système de guidage automatique.GPS en suivant le chemin effectué lors du semis préalablement enregistré

Le guidage manuel implique d'être deux opérateurs, un qui conduit le tracteur, l'autre la bineuse, le temps de réaction est lent et les vitesses de travail limitées. Les systèmes sillon et GPS permettent une intervention à tout moment, y compris avant la levée de la culture. Le système caméra permet de suivre les rangs dès que la culture est levée mais est peu efficace s'il y a beaucoup de mauvaises herbes. Enfin, le palpeur de rangs est efficace si la culture est suffisamment haute et que les mauvaises herbes sont peu développées.
Dans les années 2000, de petits robots-bineurs « autonomes », comme le robot Oz de la startup Naïo Technologies, apparaissent sur le marché, dont équipés de caméras et vision infrarouge pour le maraichage.

### Autres appellations
La binette possède différentes appellations, elles dépendent de la région où on l'utilise. La binette peut ainsi être appelée « bine », « binoire », « raclette » ou encore « sarcloir ». L'appellation sarcloir faisant bien sûr référence au sarclage.

### Autre signification
- Terme de discipline ecclésiastique. Action d'un prêtre qui célèbre deux messes le même jour dans deux lieux différents.

## Dicton
- « Un bon binage vaut deux arrosages. »